# Sirahan (Cluwak)
Sirahan is een bestuurslaag in het regentschap Pati van de provincie Midden-Java, Indonesië. Sirahan telt 3416 inwoners (volkstelling 2010).